# Liste der Stolpersteine in Hagen am Teutoburger Wald
Die Liste der Stolpersteine in Hagen am Teutoburger Wald enthält alle Stolpersteine, die im Rahmen des gleichnamigen Projekts von Gunter Demnig in Hagen am Teutoburger Wald verlegt wurden. Mit ihnen soll an Opfer des Nationalsozialismus erinnert werden, die in Hagen am Teutoburger Wald lebten und wirkten.

## Verlegte Stolpersteine
| Nr. | Adresse         | Ortsteil                  | Verlege- datum | Person, Inschrift                                                                             | Bild                             | Anmerkung |
| --- | --------------- | ------------------------- | -------------- | --------------------------------------------------------------------------------------------- | -------------------------------- | --------- |
|     | Dorfstraße 3 ·  | Hagen am Teutoburger Wald | 12. Dez. 2013  | Hier wohnte Alex Plogmann Jg. 1908 ‘eingewiesen’ 8.6.1941 Hadamar ermordet 9.6.1941 Aktion T4 | Stolperstein für Alex Plogmann   |           |
|     | Kirchstraße 3 · | Gellenbeck                | 10. Nov. 2008  | Hier wirkte Gustav Görsmann Jg. 1873 verhaftet 27.6.1941 tot 15.9.1942 in KZ Dachau           | Stolperstein für Gustav Görsmann |           |